# Jean Chagniot
Jean Chagniot est un historien français, né le 9 août 1933 à Bois-Colombes (Hauts-de-Seine) et mort le 21 avril 2019 à Paris.

## Biographie
Fils du peintre Alfred Jean Chagniot et d'une institutrice il enseigna jusqu'en 1968 au lycée Michelet de Vanves, obtint l'agrégation d'histoire en 1960, devint maître-assistant à l'université de Tours l'année suivante et entama une thèse d'État sous la direction de l'historien André Corvisier à la Sorbonne, à laquelle il consacra quinze années de recherche et qu'il soutint le 22 janvier 1983 sous le titre : Paris et l'armée au XVIIIe siècle : étude politique et sociale. Jean Chagniot, avec ce travail de recherche se spécialisa dans l'histoire militaire du XVIIIe siècle et s'inscrit dans les traces d'André Corvisier, en adoptant toutefois une méthodologie originale, il devint le premier historien à utiliser abondamment les minutes notariales en histoire militaire. Il obtint en 1985 un poste de professeur des universités à Amiens où il demeura jusqu'en 1990. Il fut ensuite affecté à l’École pratique des hautes études où il dirigea plusieurs thèses consacrés à l'histoire militaire et où il demeura jusqu'à sa retraite.

## Publications
- « Une panique : les Gardes françaises à Dettingen (27 juin 1743) », Revue d’histoire moderne et contemporaine, janvier-mars 1977, p. 78-95. (lire en ligne)
- Paris et l'armée au XVIIIe siècle : étude politique et sociale, Paris, Economica, 1985, VII-678 p. (ISBN 2-7178-0866-3, présentation en ligne), [présentation en ligne].
- Paris au XVIIIe siècle, Paris : Association pour la publication de l’histoire de Paris, Hachette, 1988.
- Guerre et société à l’époque moderne, Paris : PUF, 2001, 360 p.
- « La vénalité des charges militaires sous l’Ancien Régime », Revue historique de droit français et étranger 86 (2008), p. 483-522.